# Нова Зеландія на літніх Олімпійських іграх 1928
Нова Зеландія брала участь в Літніх Олімпійських іграх 1928 року в Амстердамі (Голландія) в третій раз за свою історію і завоювала одну золоту медаль. Країну на Іграх представляли 6 чоловіків та 3 жінки, що брали участь у змаганнях з боксу, легкої атлетики та плавання.

## Медалі

### Золото
- Бокс, чоловіки, друга напівсередня вага — Едвард Морган.

## Результати

### Бокс
Спортсменів — 2
| Спортсмен        | Категорія | 1/16 фіналу          | 1/8 фіналу           | 1/4 фіналу           | Півфінал             | Фінал                |
| Спортсмен        | Категорія | Суперник і результат | Суперник і результат | Суперник і результат | Суперник і результат | Суперник і результат |
| ---------------- | --------- | -------------------- | -------------------- | -------------------- | -------------------- | -------------------- |
| Едвард Морган    | 66,7 кг   | -                    | Селфрід Йоханссон    | Романо Канева        | Робер Галато         | Рауль Ландіна        |
| Альфред Клеверлі | 79,4 кг   | Альфред Джексон      | Не пройшов           | Не пройшов           | Не пройшов           |                      |

### Легка атлетика
Спортсменів — 4
Чоловіки
| Спортсмен       | Вид               | Попередній коло | Попередній коло | Півфінал   | Півфінал   | Фінал      | Фінал      |
| Спортсмен       | Вид               | Результат       | Місце           | Результат  | Місце      | Результат  | Місце      |
| --------------- | ----------------- | --------------- | --------------- | ---------- | ---------- | ---------- | ---------- |
| Вілфрід Калохер | 110м з бар'єрами  | ?               | 4               | Не пройшов | Не пройшов | Не пройшов | Не пройшов |
| Вілфрід Калохер | Потрійний стрибок | -               | -               | -          | -          | 12,94      | 23         |
| Стен Лей        | Метання списа     | -               | -               | -          | -          | 62,89      | 7          |

Жінки
| Спортсмен    | Вид  | Забіг     | Забіг | Півфінал  | Півфінал | Фінал      | Фінал      |
| Спортсмен    | Вид  | Результат | Місце | Результат | Місце    | Результат  | Місце      |
| ------------ | ---- | --------- | ----- | --------- | -------- | ---------- | ---------- |
| Норма Вілсон | 100м | 13,0      | 2     | ?         | 5        | Не пройшла | Не пройшла |

### Плавання
Спортсменів — 4
Чоловіки
| Спортсмен     | Вид                  | Заплив    | Заплив | Півфінал   | Півфінал   | Фінал      | Фінал      |
| Спортсмен     | Вид                  | Результат | Місце  | Результат  | Місце      | Результат  | Місце      |
| ------------- | -------------------- | --------- | ------ | ---------- | ---------- | ---------- | ---------- |
| Девід Ліндсей | 400 м вільний стиль  | 5.38,6    | 3      | Не пройшов | Не пройшов | Не пройшов | Не пройшов |
| Девід Ліндсей | 1500 м вільний стиль | ?         | 4      | Не пройшов | Не пройшов | Не пройшов | Не пройшов |
| Льон Мурхауз  | 100 м на спині       | 1.20,4    | 3      | Не пройшов | Не пройшов | Не пройшов | Не пройшов |

Жінки
| Спортсмен     | Вид                 | Заплив    | Заплив | Півфінал  | Півфінал | Фінал      | Фінал      |
| Спортсмен     | Вид                 | Результат | Місце  | Результат | Місце    | Результат  | Місце      |
| ------------- | ------------------- | --------- | ------ | --------- | -------- | ---------- | ---------- |
| Ена Стоклі    | 100 м вільний стиль | 1.16,4    | 2      | ?         | 5        | Не пройшла | Не пройшла |
| Ена Стоклі    | 100 м на спині      | 1.25,4    | 3      | -         | -        | 1.25,8     | 7          |
| Кетлін Міллер | 100 м вільний стиль | 1.17,2    | 2      | ?         | 6        | Не пройшла | Не пройшла |
| Кетлін Міллер | 400 м вільний стиль | 6.16,8    | 2      | ?         | 5        | Не пройшла | Не пройшла |